# Mariä Himmelfahrt (Marwałd)
Mariä Himmelfahrt ist eine römisch-katholische Pfarrkirche in Marwałd (deutsch Marwalde) in der polnischen Woiwodschaft Ermland-Masuren. Sie stammt in ihren Grundmauern aus dem frühen 15. Jahrhundert. Seit der Reformation bis 1945 war sie Gotteshaus für das evangelische Kirchspiel Marwalde in Ostpreußen.

## Geographische Lage
Marwałd liegt im Südwesten der Woiwodschaft Ermland-Masuren an der Woiwodschaftsstraße 537, die Lubawa (Löbau in Westpreußen) mit Pawłowo (Paulsgut) an der Schnellstraße 7 verbindet. Eine Bahnanbindung besteht nicht mehr.
Die Kirche steht im Ortszentrum an der Hauptstraße gegenüber der Einmündung einer von Dąbrówno (Gilgenburg) kommenden Nebenstraße.

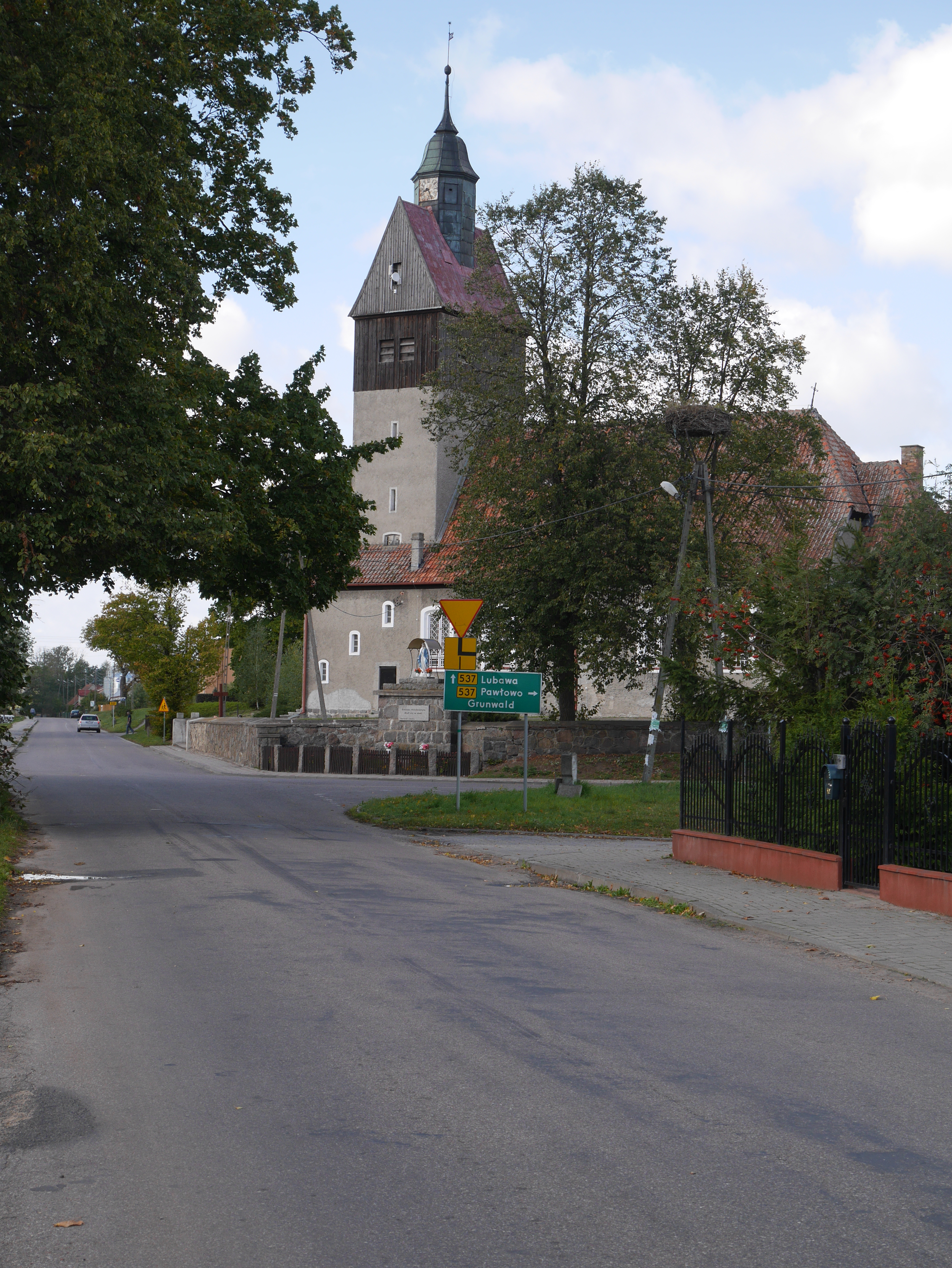
Die Kirche im Ortszentrum von Marwałd

## Kirchengebäude
Die wohl bereits zu Anfang des 15. Jahrhunderts errichtete Kirche in Marwalde ist – ohne nähere Angaben – für das Jahr 1470 erstmals dokumentiert. 1656 wurde das Gotteshaus beim Tatareneinfall erheblich beschädigt. 1694 wurde es als aus verputztem Feldstein bestehend erneuert. 1766 traf das Gebäude ein Blitzeinschlag, der starke Beschädigungen verursachte. 1876 wurde der westliche Anbau errichtet, verbunden damit war eine gründliche Renovierung. Im Jahr 1905 entstand der massive Kirchturm bei gleichzeitigem Ausbau des Altarraums.
Den Kircheninnenraum  überzieht im Mittelschiff ein Tonnengewölbe, während sich über den Seitenemporen flache Decken befinden. Der Altar und die Kanzel wurden aus Teilen aus der Zeit um 1730 zusammengesetzt und bildeten ein Ganzes. Erst nach 1945 wurden beide wieder getrennt. Aus dem frühen 18. Jahrhundert stammt ein Taufengel, und aus dem 17. Jahrhundert eine Messing-Taufschale.
Die Orgel wurde 1843 erbaut. Das Geläut der Kirche besteht aus zwei Glocken, die 1751 gegossen wurden.
In den 1930er Jahren wurde die Kirche renoviert und unter der Leitung des Kirchenarchitekten Maurer  aus Rastenburg (polnisch Kętrzyn) neu ausgemalt.
Eine gründliche und den veränderten liturgischen Bräuchen entsprechende Restaurierung der Kirche fand nach 1945 statt, als das bisher evangelische Gotteshaus an die römisch-katholische Kirche übergeben wurde. Es trägt das Patrozinium der Himmelfahrt Mariens.

## Kirchengemeinde
Eine Kirche bestand in Marwalde seit dem 15. Jahrhundert. Nach Einführung der Reformation in Ostpreußen im Jahr 1525 nahm die Gemeinde das evangelische Bekenntnis an.

### Evangelisch

#### Kirchengeschichte
Marwalde gehörte früher zur Inspektion Saalfeld (polnisch Zalewo) und kam dann zur Inspektion Neidenburg (Nidzica).
1721 wurde die Kirche im Nachbarort Döhlau (Dylewo) Filialkirche von Marwalde. Das Kirchenpatronat war adlig. Es oblag den Rittergutsbesitzern in Klonau (Klonowo) und in Fiugaiken (Fiugajki).
1758 wurde die Nachbarkirche in Elgenau (Elgnowo) aus der Stadt  Gilgenburg (Dąbrówno) nach Marwalde umgegliedert. Diese ging jedoch 1767 ein.
Im Jahre 1903 errichtete die Kirchengemeinde Marwalde das überregional bekannte Fürsorgeerziehungshaus „Zum Guten Hirten“, das bis 1945 bestand.
Anfang des 20. Jahrhunderts taten sich die Kirchengemeinden Marwalde, Döhlau und Marienfelde (Glaznoty) zusammen und bildeten „Vereinigte Kirchengemeinden“ mit dem Pfarrsitz in Marwalde. 1913 wurde in Marienfelde eine zweite Pfarrstelle errichtet. Die drei Gemeinden zählten im Jahre 1925 zusammen 5017 Gemeindeglieder, von denen 3150 zum Kirchspiel Marwalde, 1175 zum Kirchspiel Döhlau und 895 zum Kirchspiel Marienfelde gehörten. Bis 1945 waren die Gemeinden Teil des Superintendenturbezirks Osterode (Ostróda) im Kirchenkreis Osterode in Ostpreußen innerhalb der Kirchenprovinz Ostpreußen der Kirche der Altpreußischen Union.

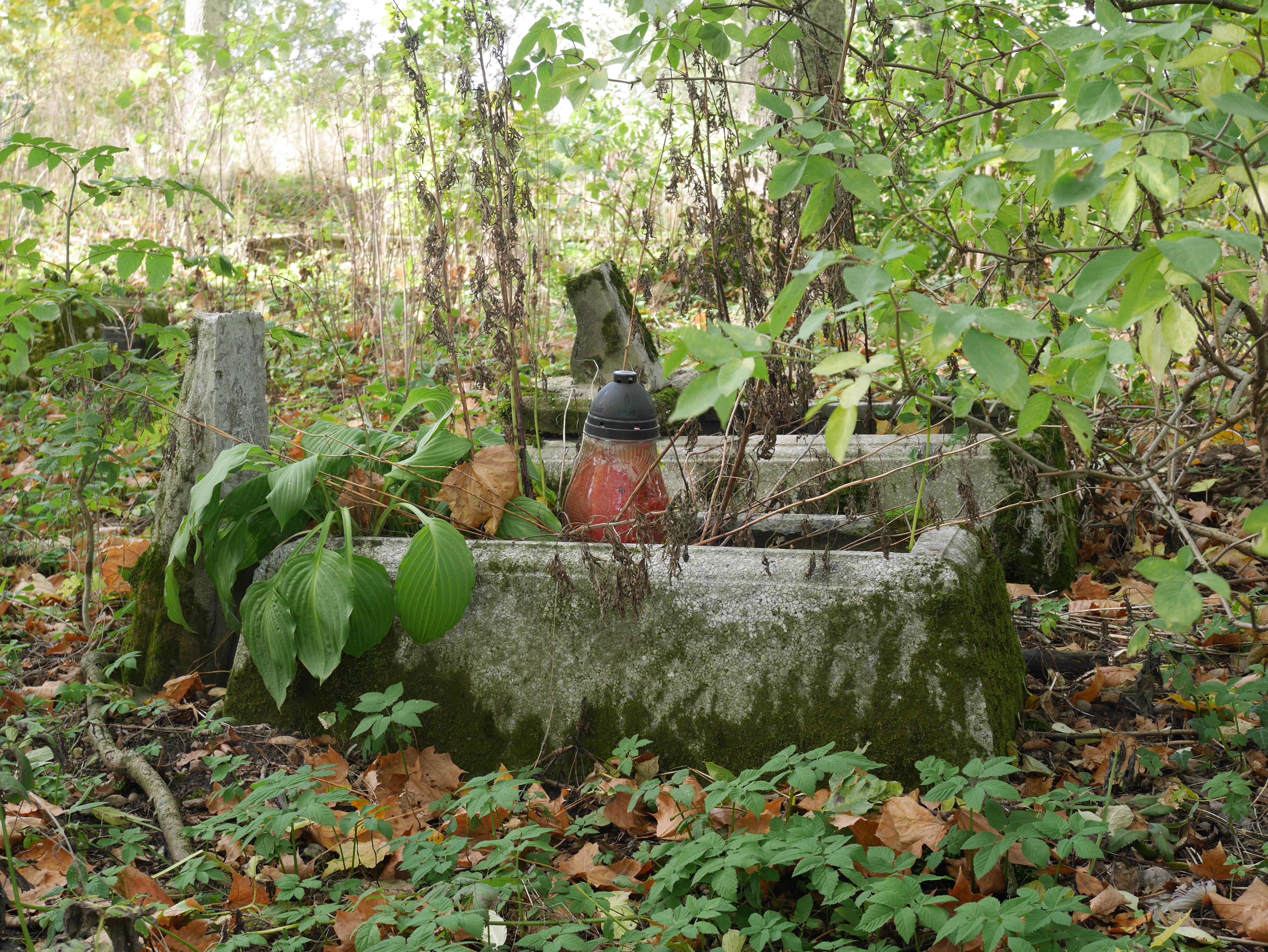
Verwaiste Grabstellen auf dem alten evangelischen Friedhof

Flucht und Vertreibung der einheimischen Bevölkerung setzten in der Zeit nach 1945 der evangelischen Gemeinde in dem nun „Marwałd“ genannten Kirchdorf ein Ende. Das Gotteshaus übernahmen die sich hier neu ansiedelnden polnischen und fast ausnahmslos katholischen Bürger.
Aus der Zeit vor 1945 ist der evangelische Friedhof noch vorhanden. Er ist äußerst ungepflegt und besteht fast nur aus verwachsenen und verwaisten Grabstellen.

#### Kirchspielorte
Zum Kirchspiel der evangelischen Gemeinde in Marwalde gehörten vor 1945 die Ortschaften und Dörfer:
| Deutscher Name                        | Polnischer Name |  | Deutscher Name                     | Polnischer Name |
| ------------------------------------- | --------------- |  | ---------------------------------- | --------------- |
| Altstadt                              | Stare Miasto    |  | Klonau                             | Klonowo         |
| Elgenau (bis 1767 mit eigener Kirche) | Elgnowo         |  | Marwalde                           | Marwałd         |
| Fiugaiken                             | Fiugajki        |  | Odmy                               | Odmy            |
| Folungen                              | Folągi          |  | Radomken (1938–1945 Kurzbachmühle) | Radomki         |
| Georgenthal                           | Wólka Klonowska |  | Taulensee                          | Tułodziad       |
| Güntlau                               | Giętlewo        |  | Vierzighufen                       | Wierzbica       |
| Hedwigshöhe                           | Klonówko        |  | Zielonka (1938–1945 Finkenhorst)   | Zielonka        |
| Ketzwalde                             | Jagodziny       |  |                                    |                 |

#### Pfarrer
Bis 1945 amtierten als evangelische Geistliche an der Kirche in Marwalde die Pfarrer:
- Johannes Pietroschka, 1579–1593
- Jakob Rutkowski, 1593–1630
- Johann Hieronymus, ab 1630
- Simon Gleinigen, 1713–1717
- Jacob Radzcki, 1717–1720
- Georg Krebs, 1721–1725
- Wilhelm Gottfried Müller, 1726–1730
- Jacob Mrozek, 1730–1732
- Christian Haberkandt, 1732–1736
- Christian Link, 1739–1767
- Bartholomäus Mrongovius, 1767–1800[6]
- Johann Glaß, 1801–1802
- Christian Benjamin Bock, 1803–1817
- Johann Heinrich Sinogowitz, 1817–1820
- Johann Heinrich Nadrowski, 1820–1822
- Johann Ferdinand Biehan, 1822–1829
- Friedrich Eduard Triebensee, 1832–1847
- Michael Glomp, 1847–1873
- Gustav Samuel Zacharias, 1873–1886
- Heinrich Conrad Skowronski, 1886–1910
- Hermann Pilzecker, 1902–1903
- Robert Paul Sczesny, 1909–1912
- Karl Paul Ernst Gettwart, 1912–1918
- Otto Walther, 1919–1945

Die Pfarrer der zweiten Pfarrstelle Marwaldes, die ihren Sitz in Marienfelde hatten, werden dort zu nennen sein.

### Römisch-katholisch
Vor 1945 waren die römisch-katholischen Einwohner von Marwalde und Umgebung in die Pfarrgemeinde in Pronikau (bis 1866 Prontnitza, polnisch Prątnica) eingegliedert. Nach 1945 siedelten sich hier zahlreiche polnische Neubürger an, die fast ausnahmslos römisch-katholischer Konfession waren. Sie reklamierten die bisher evangelische Kirche für sich und bildeten in Marwałd eine Gemeinde. Mit dem 22. Februar 1972 wurde hier eine eigene Pfarrei errichtet, der nun auch die Kirche in Elgnowo (Elgenau) zugeordnet ist. Die Pfarrei gehört zum Dekanat Grunwald (Grünfelde) im Erzbistum Ermland, das seinen Sitz in Olsztyn (Allenstein) hat.